# Olenij
Olenij (ros. Олений) – rosyjska wyspa arktyczna, położona na Morzu Karskim przy północnych wybrzeżach półwyspu Gydańskigo. Od niego dzieli ją płytka cieśnina o szerokości 2 km. Powierzchnia wyspy to prawie 1200 km². Jej powierzchnia jest bagnista, ma charakter nizinny, z wysokościami do 16 m n.p.m. Panuje tu klimat polarny.
Wraz z wyspami: Sibiriakowa (ok. 850 km²), Szokalskiego, Sverdrupa i Wilkickiego zamyka zatoki: Obską, Gydańską i Jenisejską. Teren ten jest praktycznie niezamieszkany przez człowieka.
Wyspa leży w całości na terenie Gydańskiego Parku Narodowego.